# Mistrovství světa v zápasu ve volném stylu 1989
Mistrovství světa v zápasu ve volném stylu 1989 se uskutečnilo v Martigny ve Švýcarsku.

## Přehled medailí

### Volný styl muži
| Kategorie | Zlato               | Stříbro            | Bronz            |
| --------- | ------------------- | ------------------ | ---------------- |
| 48 kg     | Kim Čong-sin        | Ri Hak-son         | Gnel Medžlumjan  |
| 52 kg     | Valentin Jordanov   | Volodimir Toguzov  | Madžíd Torkán    |
| 57 kg     | Kim Sik-Seung       | Askar Mohammadaján | Rumen Pavlov     |
| 62 kg     | John Smith          | Gary Bohay         | Karsten Polky    |
| 68 kg     | Boris Budajev       | Kósei Akaiši       | Ahmet Çakıcı     |
| 74 kg     | Kenny Monday        | Arsen Fadzajev     | Lodoin Enchbajar |
| 82 kg     | Elmad Džabrajilov   | Melvin Douglas     | Alcide Legrand   |
| 90 kg     | Macharbek Chadarcev | Jim Scherr         | Gábor Tóth       |
| 100 kg    | Achmed Atavov       | William Scherr     | Uwe Neupert      |
| 130 kg    | Alireza Soleimani   | Bruce Baumgartner  | Aslan Chadarcev  |

### Volný styl ženy
| Kategorie | Zlato            | Stříbro         | Bronz              |
| --------- | ---------------- | --------------- | ------------------ |
| 44 kg     | Šoko Jošimura    | Huang Ju-sin    | Trine Strand       |
| 47 kg     | Chen Ming-hsiu   | Tomoko Nacumeda | Afsoon Roshanzamir |
| 50 kg     | Anne Holten      | Asia DeWeese    | Martine Poupon     |
| 53 kg     | Sylvie Van Gucht | Chou Yu-ping    | Lotte Søvre        |
| 57 kg     | Gudrun Høie      | Rjoko Sakamoto  | Inge Krasser       |
| 61 kg     | Jocelyne Sagon   | Ine Barlie      | Kimie Hošikawa     |
| 65 kg     | Emmanuelle Blind | Nina Nilsen     | Akiko Iijima       |
| 70 kg     | Georgette Jean   | Leia Kawaii     | Rika Iwama         |
| 75 kg     | Mijako Šimizu    | Kirsten Borgen  | Nebyla udělena     |

## Týmové hodnocení
| Pořadí | Muži volný styl        | Muži volný styl | Ženy volný styl        | Ženy volný styl |
| Pořadí | Tým                    | Body            | Tým                    | Body            |
| ------ | ---------------------- | --------------- | ---------------------- | --------------- |
| 1      | Sovětský svaz          | 79              | Japonsko               | 72              |
| 2      | Spojené státy americké | 53              | Norsko                 | 69              |
| 3      | Turecko                | 49              | Tchaj-wan              | 56              |
| 4      | Bulharsko              | 42              | Francie                | 53              |
| 5      | Irsko                  | 37              | Spojené státy americké | 32              |
| 6      | Severní Korea          | 37              | Venezuela              | 24              |